# Michelle Rodriguez
Mayte Michelle Rodriguez (sinh ngày 12 tháng 7 năm 1978), thường chỉ gọi là Michelle Rodriguez, là một diễn viên, nhà viết kịch bản phim và người chỉnh nhạc. Vai diễn mang tính bước ngoặt trong sự nghiệp của Rodriguez là trong bộ phim độc lập Girlfight (2000). Trong phim, cô đảm nhiệm nhân vật một vận động viên quyền Anh, và phần thể hiện của cô đã nhận được những lời tán dương từ giới phê bình và mang về cho cô một số giải thưởng, trong đó có giải Independent Spirit Award (Giải Tinh thần độc lập) và giải Gotham Award cho Vai diễn khởi đầu xuất sắc nhất. Sau đó, cô lần đầu tiên đến với Hollywood với vai Letty Ortiz trong bom tấn The Fast and the Furious (2001), và tiếp tục đảm nhận vai diễn này trong hai phần tiếp theo là Fast & Furious (2009) và Fast & Furious 6 (2013).
Trong sự nghiệp của mình, cô đã tham gia một số phim hành động khá thành công, với những vai diễn cứng rắn, độc lập như Blue Crush, S.W.A.T., Battle: Los Angeles và bom tấn của đạo diễn James Cameron, Avatar. Cô cũng được biết đến với các vai diễn như Shé trong hai bộ phim hành động hài hước của Robert Rodriguez, Machete và Machete Kills, và vai Rain Ocampo trong loạt phim khoa học viễn tưởng Resident Evil và Resident Evil: Retribution.
Rodriguez cũng mở rộng lĩnh vực hoạt động của mình sang truyền hình, với vai diễn Ana Lucia Cortez trong mùa thứ hai của series truyền hình Lost trong vai trò diễn viên chính và sau đó cũng đã xuất hiện vài lần trong vai trò vai diễn khách mời trước khi series này kết thúc. Cô cũng đã tham gia lồng tiếng trong một số trò chơi điện tử như Call of Duty và Halo cũng như lồng tiếng cho phim hoạt hình 3D Turbo và chương trình truyền hình IGPX.
Với tổng doanh thu tất cả các phim cô tham gia là trên 5,2 tỷ USD, Entertainment Weekly cho rằng cô là "một trong những nữ diễn viên Mỹ Latinh nổi bật nhất Hollywood".

## Thuở nhỏ
Rodriguez sinh tại San Antonio, Texas. Mẹ cô, Carmen Milady Rodriguez (tên khai sinh Pared Espinal), là người Cộng hòa Dominica chính gốc, còn bố cô, Rafael Rodriguez, là người Puerto Rican phục vụ trong Lục quân Hoa Kỳ. Rodriguez chuyển tới sống tại Cộng hoà Dominica cùng mẹ năm tám tuổi và ở đó tới khi 11 tuổi (3 năm). Sau đó cô chuyển tới sống tại Puerto Rico tới năm 17 tuổi và cuối cùng định cư ổn định tại Thành phố Jersey, bang New Jersey. Cô bỏ học trung học nhưng sau đó đỗ GED (kỳ thi phát triển giáo dục phổ thông); tổng cộng, cô bị đuổi học khỏi năm trường. Cô tham gia một khoá học kinh doanh ngắn và sau đó lại bỏ học để theo đuổi sự nghiệp diễn xuất, với đích đến cuối cùng là trở thành một nhà viết kịch bản phim và đạo diễn.
Nữ diễn viên có tổng cộng mười anh chị em ruột và cùng cha khác mẹ (hoặc cùng mẹ khác cha). Một phần công nuôi dạy cô là của bà ngoại theo đạo, và tuổi thơ cô lớn lên là một người theo đạo Nhân Chứng Giê-hô-va (tôn giáo của mẹ cô), mặc dù sau đó cô đã tuyên bố từ bỏ nó. Kết quả giám định AND của Rodriguez, do chương trình truyền hình Finding Your Roots thực hiện, cho thấy tổ tiên cô có 72,4% là người gốc châu Âu, 21,3% gốc châu Phi, và 6,3% là người Mỹ bản địa. Cô cũng nói trên chương trình này rằng có một số khác biệt về chủng tộc trong gia đình cô, khi bố cô (người Puerto Rican) có làn da sáng trong khi mẹ cô (người Dominica) lại có nước da tối màu.

## Sự nghiệp

### Điện ảnh/Truyền hình

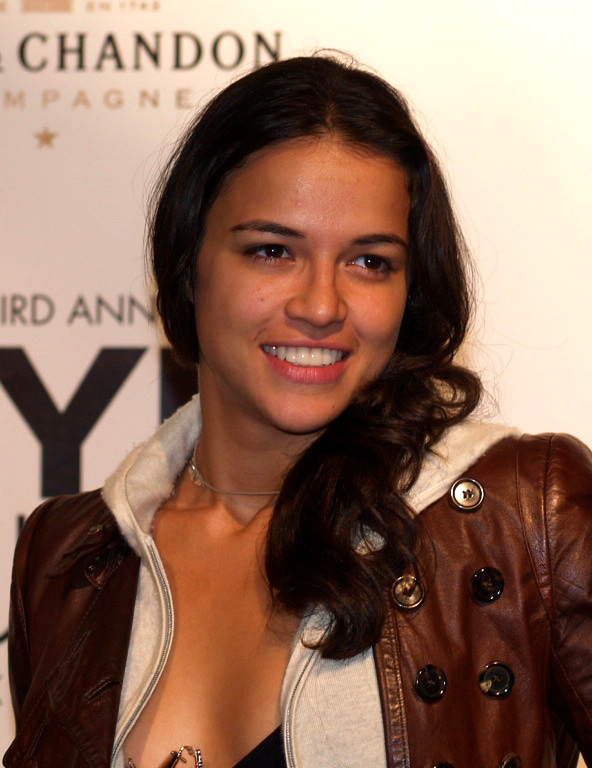
Rodriguez tại tuần lễ thời trang New York, xuân 2006

Sau khi đọc qua một trang quảng cáo về lời mời thử vai và tham gia buổi thử vai đầu tiên trong sự nghiệp, Rodriguez đã đành bại 350 ứng viên khác để giành vai diễn đầu tiên của mình trong bộ phim độc lập kinh phí thấp Girlfight năm 2000. Trong vai Diana Guzman, một cô thiếu niên có cuộc sống phức tạp, người quyết định thoả mãn bản tính thích gây hấn của mình bằng cách luyện tập để trở thành một vận động viên quyền Anh, Rodriguez giành được một số giải thưởng và đề cử tại một số hội điện ảnh độc lập, trong số đó có một số giải cho vai chính xuất sắc của Ủy ban Quốc gia về Phê bình Điện ảnh (Hoa Kỳ), Liên hoan phim Deauville, Giải Tinh thần Độc lập, giải Gotham Awards, giải của Cộng đồng các nhà phê bình phim Las Vegas, và nhiều tổ chức khác. Bản thân bộ phim cũng giành giải cao nhất ở Liên hoan phim Sundance và thắng giải cho diễn viên trẻ tại Liên hoan phim Cannes. Năm 1999, cô đi thử vai cho video ca nhạc hit của Sisqó, "Thong Song." Năm 2002, cô tham gia với tư cách vai diễn khách mời trong video ca nhạc của Ja Rule, bài hát "Always On Time".
Rodriguez cũng có những vai diễn đáng chú ý trong một số bộ phim thành công khác, bao gồm Letty Ortiz trong The Fast and the Furious (2001) và Rain Ocampo trong Resident Evil (2002). Cô cũng góp mặt trong hai phim Blue Crush và S.W.A.T.. Năm 2004, Rodriguez tham gia lồng tiếng cho trò chơi điện tử Halo 2, vào vai một sĩ quan Thủy quân lục chiến. Cô cũng lồng tiếng cho nhân vật Liz Ricarro trong series phim của kênh Cartoon Network, IGPX. Từ năm 2005 đến 2006, cô đóng vai viên cảnh sát quyết đoán Ana Lucia Cortez trong series truyền hình Lost, mùa thứ hai (nhân vật của cô xuất hiện lần đầu tiên trong cảnh hồi tưởng ở đoạn cuối của mùa thứ nhất, "Exodus: Part 1"), và trở lại với vai trò diễn viên khách mời trong tập hai của mùa thứ năm, "The Lie", năm 2009. Cô xuất hiện một lần nữa trong tập áp chót của series, "What They Died For", năm 2010. Năm 2006, Rodriguez xuất hiện trong một tập dành cho riêng mình trong chương trình Icons của kênh G4.
Năm 2008, Rodriguez xuất hiện trong phim Battle in Seattle. Năm 2009, cô tham gia Fast & Furious, phần bốn của loạt phim The Fast and the Furious. Cùng năm đó, Rodriguez đóng vai chính trong bom tấn phiêu lưu khoa học viễn tưởng của đạo diễn James Cameron, Avatar, trở thành bộ phim có doanh thu cao nhất mọi thời đại và là bộ phim thành công nhất của Rodriguez tính tới thời điểm này. Cô bày tỏ mong muốn được trở lại trong hai phần tiếp theo của phim. Năm 2009, Rodriguez cũng đóng vai chính trong Trópico de Sangre, một phim độc lập dựa trên cuộc đời hai chị em Mirabal trong lịch sử Cộng hoà Dominica.

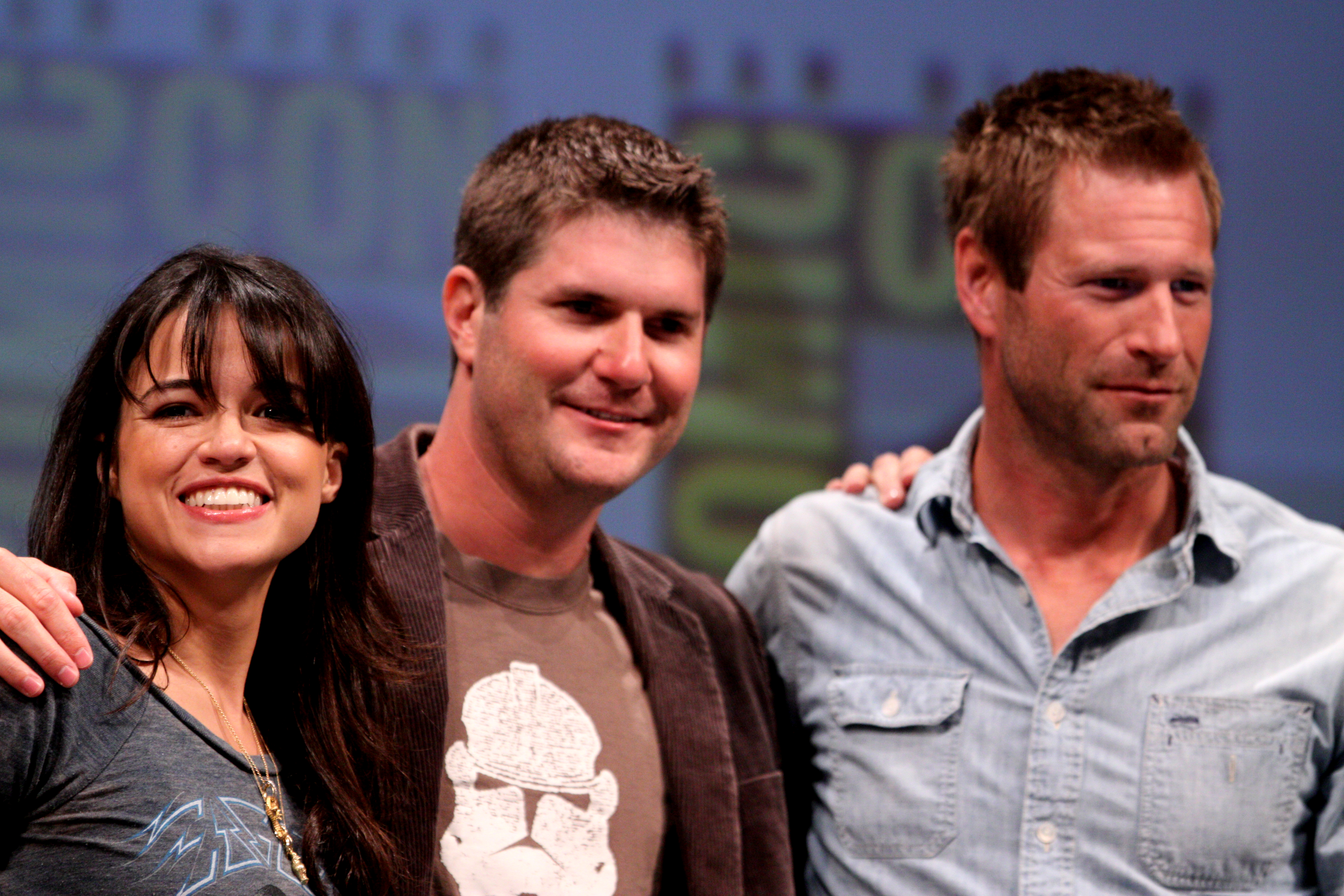
Michelle Rodriguez (trái) và Aaron Eckhart (phải), cùng đạo diễn Jonathan Liebesman tại Hội nghị truyện tranh toàn cầu San Diego năm 2010

Năm 2010, Rodriguez tham gia bộ phim của Robert Rodriguez, Machete. Phim nhận được hầu hết là đánh giá tích cực từ các nhà phê bình và thu về 44 triệu USD doanh thu phòng vé. Năm 2011, cô tham gia cùng Aaron Eckhart trong bộ phim khoa học viễn tưởng Battle: Los Angeles, thu về hơn 200 triệu USD doanh thu phòng vé toàn cầu. Năm 2012, cô trở lại với vai diễn Rain Ocampo trong phim Resident Evil: Retribution. Năm 2013, cô đảm nhiệm trở lại vai diễn Letty Ortiz trong phim Fast & Furious 6. Cùng năm đó, Rodriguez tham gia phim Machete Kills của Robert Rodriguez.

#### Tuyến nhân vật chủ yếu
Tiếp sau vai diễn trong Girlfight, Rodriguez thường đảm nhiệm các nhân vật có tính cách quyết đoán và tinh nghịch, thường hoạt động trong các lĩnh vực của đàn ông như cảnh sát lực lượng có vũ tranh. Rodriguez nói cô không lo ngại về chuyện tuyến nhân vật chủ yếu nào cô hay tham gia, mà trên thực tế, phần nào có trách nhiệm với nó:
"Trời ơi, sự nghiệp của tôi đã gắn liền với tuyến nhân vật này ngay từ phút đầu tôi làm bộ phim Girlfight nhiều năm trước đây. Bạn cho phép bản thân mình có một tuyến nhân vật yêu thích. Nếu tôi quyết định ngày mai sẽ không tham gia kiểu nhân vật này nữa, thì tôi sẽ lại tham gia những phim chẳng mấy tiếng tăm, đóng vai một cô gái nghèo khổ nào đó tham gia một cuộc hành trình đầy đớn đau và rồi khóc lóc và bị cưỡng hiếp. Nhưng đến cuối ngày, tôi không thực sự nhập vai nữa. Tôi chỉ muốn làm một ai đó mà tôi kính trọng hoặc ai đó mà tôi thấy thú vị hay vui nhộn. Tôi ở đây để mang đến sự giải trí cho mọi người và để nói lên một lời tuyên bố về sức mạnh và khả năng của người phụ nữ, và đó là những gì tôi đã làm suốt 10 năm qua. Tôi tự xếp loại bản thân mình và tôi tự khép mình trong danh hiệu ấy bằng cách nói không với tất cả những gì khác đến với tôi. Nói không với cái này, nói không với cái kia, và cuối cùng tôi chỉ còn lại là một cô gái mạnh mẽ lúc nào cũng bị sát hại, và như thế chẳng có gì là sai."

### Viết kịch bản
Trong chuyến đi quảng bá cho bộ phim Fast & Furious 6 Rodriguez từng nói rằng ban đầu cô đến Hollywood là để trở thành một người viết kịch bản. Cô cũng nói rằng cô hiện có hai kịch bản đang trong giai đoạn phát triển và có ý định tạm nghỉ diễn xuất để theo đuổi sự nghiệp viết lách của mình. Kịch bản thứ nhất là một bộ phim gia đình dựa trên ý tưởng được cô miêu tả là "một câu chuyện xảy ra năm 2012 có đề tài về sự trong sáng và động vật và trẻ em", và kịch bản thứ hai là một phiên bản làm lại của bộ phim Bandits năm 1997 của Đức, được cô miêu tả là một bộ phim "nói về bốn cô gái vượt ngục và bị truy đuổi vòng quanh đất nước".

### Người chỉnh nhạc
Rodriguez từng tham gia biểu diễn với vai trò một người chỉnh nhạc từ năm 2009 – cả ở các hộp đêm lẫn ở những bữa tiệc sau các buổi ra mắt phim. Rodriguez từng nói rằng thể loại nhạc cô thích phối là thể loại house music và từng phát biểu trước dư luận rằng "phần lớn thời gian tôi thích chơi cho những người trưởng thành bởi tôi có thể quay về thời kỳ thập niên 1930 rồi lại qua những năm 1960, 1970 và 1980 – và cả các thể loại như house, hip-hop và R&B. Tôi muốn được khuấy trộn tất cả chúng lên, nó khá là lộn xộn."

### Xếp hạng nổi bật
Nhiều lần trong suốt sự nghiệp của mình, cô đã được đưa vào danh sách "102 người phụ nữ gợi cảm nhất thế giới" của tạp chí Stuff, "100 người phụ nữ gợi cảm nhất" của tạp chí Maxim, và "50 người đẹp nhất" của People en Español, và được xếp thứ 74 trong danh sách "100 người phụ nữ gợi cảm nhất 2009" của FHM.

## Đời tư

### Quan hệ

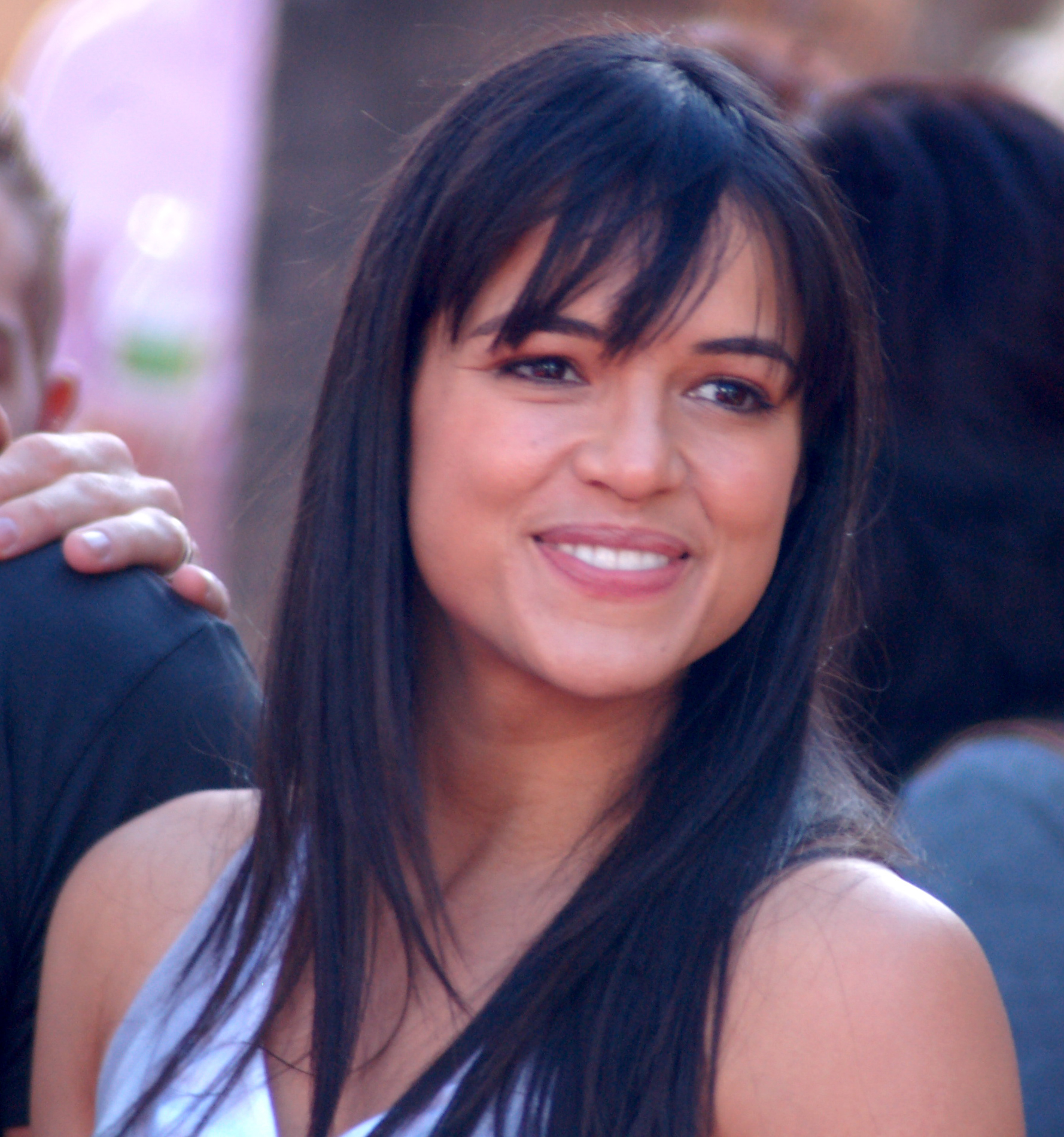
Rodriguez tháng 12 năm 2009

Đầu năm 2000, Rodriguez huỷ bỏ cuộc đính hôn gần kề với một người bạn trai theo đạo Hồi do phản đối việc anh ta bắt cô chuyển theo đạo của mình. Sau đó một số nguồn tin cho rằng cô hẹn hò hoặc có quan hệ đặc biệt với bạn diễn Fast and the Furious là Vin Diesel, và đồng nghiệp trong phim S.W.A.T., Olivier Martinez.
Tháng 7 năm 2006, Rodriguez nói với tạp chí Cosmopolitan rằng cô không phải người đồng tính, nhưng có "trải nghiệm với cả hai giới". Tháng 11 năm 2006, bạn diễn song tính công khai trong phim Bloodrayne của cô, Kristanna Loken đã đưa ra một số lời bình luận với tờ The Advocate mà sau đó giới truyền thông cho rằng đó là một lời thú nhận cả hai đang hẹn hò, mặc dù mối quan hệ này chưa từng được hai nữ diễn viên xác nhận. Tháng 6 năm 2007, tạp chí đồng tính nữ Curve giật tít trên trang nhất cho rằng Rodriguez là người song tính. Rodriguez chỉ trích tạp chí này và cho rằng họ đã "đặt điều vào miệng cô". Cô sau đó đã khẳng định một lần nữa rằng mình không phải là người đồng tính trong một bài phỏng vấn tháng 11 năm 2008 với tạp chí phụ nữ của Dominica Cayena. Tháng 9 năm 2013, Rodriguez nói với tờ Entertainment Weekly rằng cô hẹn hò với cả nam và nữ, "Tôi chọn đi cả hai đường. Tôi làm điều mà tôi thấy thoải mái. Tôi tò mò một cách khốn kiếp khi cứ ngồi đây mà không được trải nghiệm khi có thể. Đàn ông thật hấp dẫn. Cả những cô gái cũng vậy."

### Rắc rối pháp lý
Tháng 3 năm 2002, Rodriguez bị bắt vì tội hành hung sau khi đánh nhau với bạn cùng phòng. Nhưng lời buộc tội này bị huỷ bỏ sau khi người bạn trên từ chối đưa vụ việc ra toà. Tháng 11 năm 2003, Rodriguez phải ra toà và đối mặt với tám lời buộc tội ít nghiêm trọng liên quan tới hai lỗi vi phạm giao thông, trong đó có một lần gây tai nạn rồi bỏ trốn và một lần lái xe khi uống rượu. Tháng 6 năm 2004 ở Los Angeles, Rodriguez đã thừa nhận ba tội danh: gây tai nạn rồi bỏ trốn, lái xe khi uống rượu và lái xe với bằng đã hết hạn. Cô phải ngồi tù trong 48 giờ, tham gia lao động công ích tại nhá xác của hai bệnh viện New York, tham gia khoá cai nghiện rượu ba tháng và bị thử thách trong ba năm.
Năm 2005, trong khi quay series truyền hình Lost ở Hawaii, Rodriguez đã vài lần bị cảnh sát Honolulu chặn xe; cô bị cáo buộc lái xe với vận tốc 83 mph (134 km/h) ở khu vực bị hạn chế tốc độ tối đa 55 mph (89 km/h) tại Oahu vào ngày 1 tháng 11, và bị phạt 357 USD. Cô bị phạt 300 USD vì lái xe với tốc độ 90 mph (140 km/h) ở khu vực bị hạn chế 35 mph (56 km/h) ngày 20 tháng 10, và bị phạt 197 USD vì lái xe với tốc độ 80 mph (130 km/h) ở khu vực hạn chế 50 mph (80 km/h) ngày 24 tháng 8.
Ngày 1 tháng 12 năm 2005, Rodriguez bị chặn xe và bắt vì lái xe khi uống rượu. Rodriguez phủ nhận khi bị buộc tội, nhưng trong thời gian xét xử vào tháng 4 năm 2006, cô đã thừa nhận vi phạm này. Cô chọn nộp phạt 500 USD và ngồi tù năm ngày thay vì lao động công ích 240 giờ. Rodriguez
giải thích việc hành xử thất thường như vậy là do dùng thuốc chống dị ứng quá liều. Because the Kailua incident was a violation of her Los Angeles probation, Rodriguez was sentenced to 60 days in jail, a 30-day alcohol rehabilitation program and another 30 days of community service, including work for Mothers Against Drunk Driving, by a judge in Los Angeles on ngày 1 tháng 5 năm 2006. Because of overcrowding, she was released from jail on the same day she entered. She wrote about the experience on her blog.
In September 2007, Rodriguez allegedly violated her probation by not completing her community service and not following an alcohol education program. It was reported that Rodriguez originally submitted a document stating she performed community service on ngày 5 tháng 9 năm 2006, but it was later confirmed she was actually in New York City that day. Her lawyer claimed it was a clerical error. On ngày 10 tháng 10 năm 2007, following a hearing, she was sentenced to 180 days jail time after agreeing to admit to violating her probation. She was expected to spend the full 180-day term in jail, as she had been deemed ineligible for work furloughs and house arrest. However, after turning herself in to begin the jail term at the Century Regional Detention Facility located in Lynwood, California, on ngày 23 tháng 12 năm 2007, Rodriguez was released eighteen days later on ngày 9 tháng 1 năm 2008, due to overcrowding.